# علم أحياء الأدلة الجنائية

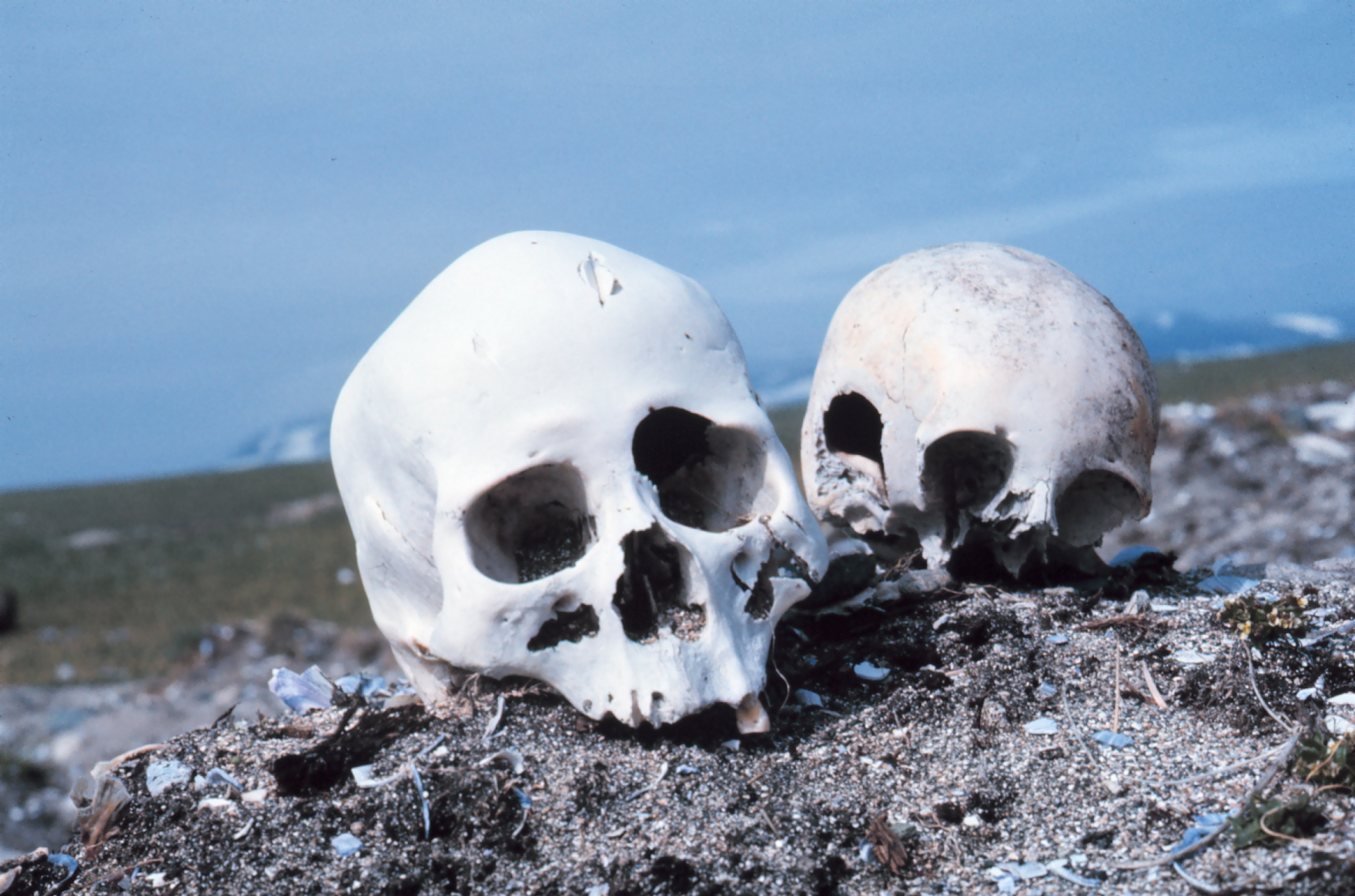

علم أحياء الأدلة الجنائية هو تطبيق يستخدم علم الاحياء من أجل فرض وتطبيق القانون.
ويضم العلم عدة فروع من أنثروبولوجيا الأدلة الجنائية وعلم نبات الأدلة الجنائية وعلم حشرات الأدلة الجنائية وطب أسنان الأدلة الجنائية ومختلف تقنيات الحمض النووي أو البروتينات.

## التطبيقات
- الطب الشرعي وعلم الأحياء واستخدمت لتحديد منتجات التعامل الغير مشروع بالأنواع المهددة بالانقراض [1]
- حل الجرائم ومطابقة مسرح الجريمة مع المشتبه بهم [1][1][2]
- والتحقيق في الطائرة في حوادث ضربات الطيور [1][2]
- والتحقيق في اصطدام الطيور مع توربينات الرياح.

## الأقسام الفرعية

### الأنثروبولوجيا الجنائية
الطب الشرعي وتحديد بقايا الجثث (الرفات), في الحالات القصوى حيث التقنيات التقليدية غير قادرة على تحديد هوية الرفات أحيانا قادرة على استخلاص ادلة من بقايا عظام.
كثيرا ما تكون قادرة على ايجاد العرق والجنس والعمر وتقدير قامة المتوفى من خلال قياسات العظام.

### علم نبات الأدلة الجنائية
علماء نبات الأدلة الجنائية يدققون في الحياة النباتية من اجل الحصول على معلومات عن الجرائم.
الأوراق وألبذور وحبوب أللقاح وجدت إما على الجسم أو في مسرح الجريمة يمكن أن توفر معلومات قيمة عن الجداول الزمنية للجريمة، وكذلك إذا كان قد تم نقل جثة بين دولتين أو أكثر من مواقع مختلفة.
حيث يفسر التوزيع الجغرافي للنباتات الكثير.

### علم طيور الأدلة الجنائية
أولا وقبل كل شيء من الريش (وهي مميزة لنوع معين في كل المستويات العيانية والمجهرية)، وكذلك الحمض النووي.

### طب الأسنان الأدلة الجنائية
أطباء الأسنان أو طبيب أسنان يمكن أن تستخدم من أجل مساعد في تحديد البقايا التالفة.
التي كانت مدفونة لفترة طويلة أو التي تعرضت لأضرار الحرائق غالبا ما تحتوي على بعض المفاتيح لهوية الفرد.
مينا الأسنان وهي اصلب مادة في الجسم البشري، وغالباً ما تبقى على هذا النحو يمكن لأطباء الأسنان في بعض الظروف مقارنة ما تسترد منها مع السجلات القديمة.

### تقنيات الحمض النووي
الحمض النووي القائم على الأدلة ولعل واحدا من أقوى الأدوات التي تساعد المحققين.
أدلة الحمض النووي نهائية ويمكن ربط المشتبه فيه إما بمسرح الجريمة أو بالضحية.
أدلة الحمض النووي النووي تستخرج من الدم، السائل المنوي، واللعاب، وخلايا الجلد والشعر.
وعلاوة على الحمض النووي من المتقدرات أو المايتوكوندريا يمكن أن يكون من كل من العظام والأسنان التي يعود تاريخها إلى آلاف السنين.

### التعامل مع العينة
تحليل الحمض النووي بصفة عامة بعد الحصول على العينة يشمل تفاعل البوليميراز المتسلسل (PCR) من أي عينة تليها تقدير الكمية للدنا عبر الترحيل الكهربائي الشعيري Capillary electrophoresis من أجل الحصول على صورة الحمض النووي الذي يمكن مقارنة الحمض النووي للمشتبه به.
ويمكن أيضا الحصول على الحمض النووي المستخرج من الحيوانات، ويستخدم على الأقل تحديد الأنواع، على سبيل المثال الطيور ما زال على الخفافيش أو من الطائرة المصدومة أو توربينات الرياح.